# Dermot Bourke, 7. Earl of Mayo
Dermot Robert Wyndham Bourke, 7. Earl of Mayo KP, PC (I), JP (* 2. Juli 1851; † 31. Dezember 1927 in London) war ein britisch-irischer Adliger und Politiker.

## Leben
Bourke war das dritte von sieben Kindern und der älteste Sohn des Politikers Richard Bourke, 6. Earl of Mayo, aus dessen Ehe mit Blanche Julia Wyndham, einer Tochter des George Wyndham, 1. Baron Leconfield. Als Heir apparent seines Vaters führte er ab 1867 den Höflichkeitstitel Lord Naas. 
Dermot Bourke selbst trat nach dem Besuch des renommierten Eton College 1870 als Cornet in das Kavallerieregiment 10th Royal Hussars (Prince of Wales’s Own) ein und war danach Lieutenant im Infanterieregiment Grenadier Guards. Beim Tod seines Vaters am 8. Februar 1872 erbte er dessen irische Adelstitel als 7. Earl of Mayo, 7. Viscount Mayo und 7. Baron Naas. Mit diesen Titeln, die alle in der Peerage of Ireland geschaffen wurden, war jedoch keine Mitgliedschaft im House of Lords verbunden. Allerdings wurde er nach dem Tod von Edward Leeson, 6. Earl of Milltown am 30. Mai 1890 zum irischen Representative Peer gewählt und vertrat als solcher bis zu seinem Tode am 31. Dezember 1927 die Interessen des irischen Adels im House of Lords. Zugleich wurde er 1900 auch Mitglied des Privy Council von Irland sowie am 3. Februar 1905 zum Knight Companion des Order of Saint Patrick (KP) geschlagen.
Bourke, der zeitweise auch Friedensrichter (Justice of the Peace) des County Kildare war, wurde nach der Gründung des Irischen Freistaates am 6. Dezember 1922 nominiertes Mitglied des Senats des Freistaates Irland und gehörte diesem bis zu seinem Tod an.
Bourke heiratete am 3. November 1885 Geraldine Sarah Ponsonby, Tochter von Gerald Henry Brabazon Ponsonby und Enkelin von John Ponsonby, 4. Earl of Bessborough. Da die Ehe jedoch kinderlos blieb und er somit ohne männlichen Nachkommen verstarb, erbte sein Cousin Walter Longley Bourke nach seinem Tod am 31. Dezember 1927 seine Adelstitel.